# Gent–Wevelgem 2022
84. ročník jednodenního cyklistického závodu Gent–Wevelgem se konal 27. března 2022 v belgických provinciích Západní Flandry a Henegavsko. Vítězem se stal Eritrejec Biniam Girmay z týmu Intermarché–Wanty–Gobert Matériaux. Na druhém a třetím místě se umístili Francouz Christophe Laporte (Team Jumbo–Visma) a Belgičan Dries Van Gestel (Team TotalEnergies). Závod byl součástí UCI World Tour 2022 na úrovni 1.UWT a byl desátým závodem tohoto seriálu.

## Týmy
Závodu se zúčastnilo všech 18 UCI WorldTeamů a 7 UCI ProTeamů. Alpecin–Fenix a Arkéa–Samsic dostaly automatické pozvánky jako nejlepší UCI ProTeamy sezóny 2021, třetí nejlepší UCI ProTeam sezóny 2021, Team TotalEnergies, pak dostal také automatickou pozvánku. Druhý jmenovaný tým se však odmítl zúčastnit závodu. Dalších 5 UCI ProTeamů bylo vybráno organizátory závodu, Flanders Classics. Každý tým přijel se sedmi závodníky kromě týmu UAE Team Emirates s šesti závodníky. Bez dvou nestartujících závodníků z týmů Israel–Premier Tech a UAE Team Emirates se tak na start postavilo 172 jezdců. Do cíle ve Wevelgemu dojelo 106 z nich.
UCI WorldTeamy
- AG2R Citroën Team
- Astana Qazaqstan Team
- Bora–Hansgrohe
- Cofidis
- EF Education–EasyPost
- Groupama–FDJ
- Ineos Grenadiers
- Intermarché–Wanty–Gobert Matériaux
- Israel–Premier Tech
- Lotto–Soudal
- Movistar Team
- Quick-Step–Alpha Vinyl
- Team Bahrain Victorious
- Team BikeExchange–Jayco
- Team DSM
- Team Jumbo–Visma
- Trek–Segafredo
- UAE Team Emirates

UCI ProTeamy
- Alpecin–Fenix
- B&B Hotels–KTM
- Bardiani–CSF–Faizanè
- Bingoal Pauwels Sauces WB
- Sport Vlaanderen–Baloise
- Team TotalEnergies
- Uno-X Pro Cycling Team

## Výsledky
| Pořadí | Jezdec                     | Tým                                | Čas        |
| ------ | -------------------------- | ---------------------------------- | ---------- |
| 1      | Biniam Girmay (ERI)        | Intermarché–Wanty–Gobert Matériaux | 5h 37' 57" |
| 2      | Christophe Laporte (FRA)   | Team Jumbo–Visma                   | + 0"       |
| 3      | Dries Van Gestel (BEL)     | Team TotalEnergies                 | + 0"       |
| 4      | Jasper Stuyven (BEL)       | Trek–Segafredo                     | + 0"       |
| 5      | Søren Kragh Andersen (DEN) | Team DSM                           | + 8"       |
| 6      | Tim Merlier (BEL)          | Alpecin–Fenix                      | + 8"       |
| 7      | Mads Pedersen (DEN)        | Trek–Segafredo                     | + 8"       |
| 8      | Iván García Cortina (ESP)  | Movistar Team                      | + 8"       |
| 9      | Matej Mohorič (SLO)        | Team Bahrain Victorious            | + 8"       |
| 10     | Arnaud Démare (FRA)        | Groupama–FDJ                       | + 8"       |